# Airco D.H.2
Airco D.H.2 byl britský jednomístný dvouplošný stíhací letoun vyráběný firmou Airco a používaný během 1. světové války.

## Historie

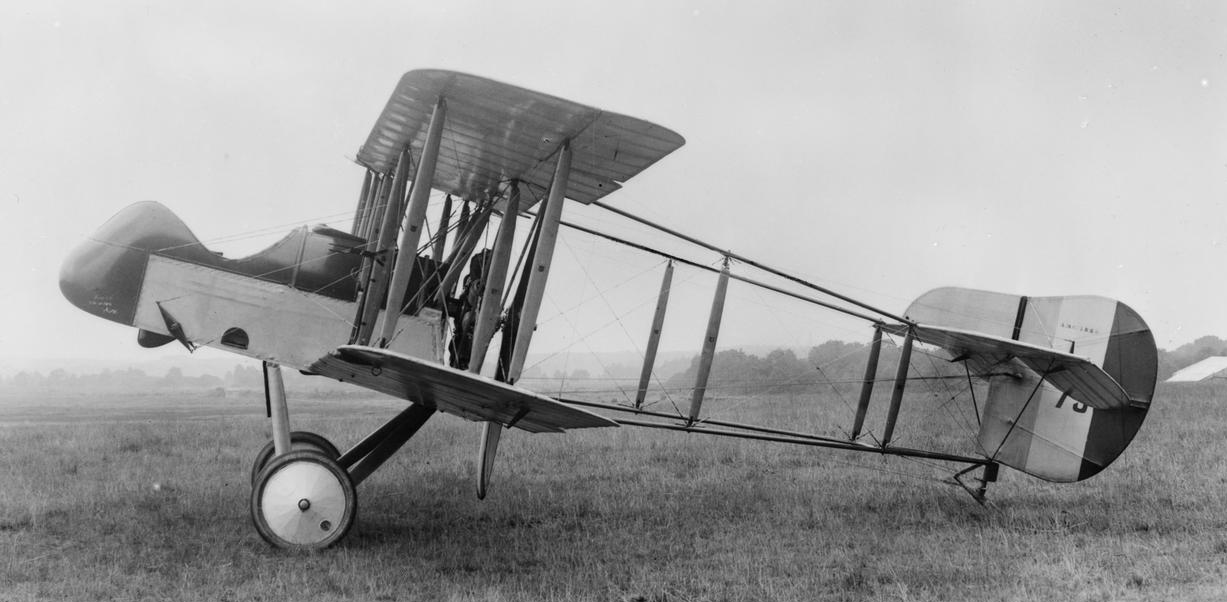
Airco D.H.2

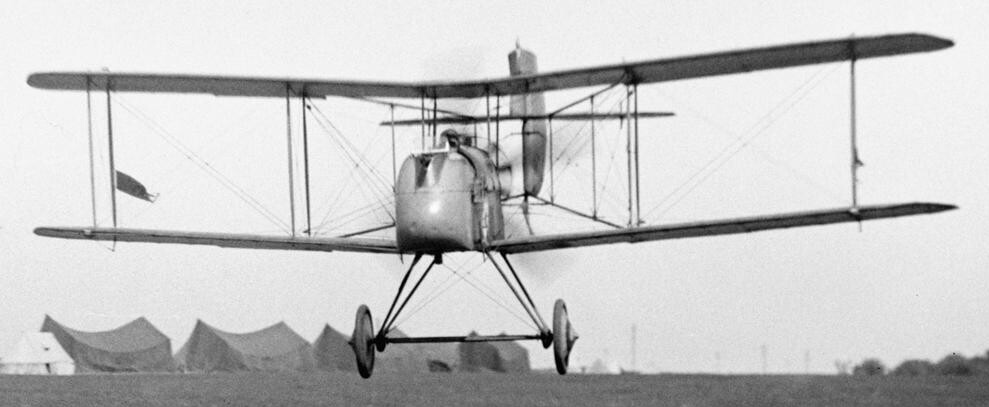
Airco D.H.2

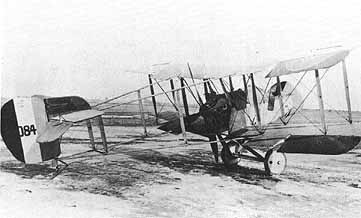
Airco D.H.2

Konstruktérem D.H.2 byl Geoffrey de Havilland, který při vývoji koncepčně navázal na letoun s tlačnou vrtulí F.E.2. Relativně malý letoun poháněl francouzský rotační sedmiválec Gnome Monosoupape (Jednoventilový), pilot byl vyzbrojen jedním kulometem Lewis s bubnovým zásobníkem, stavitelným na třech pozicích v kokpitu. U prvních letounů byl pohyblivý což mělo za důsledek obtížné zaměřování, takže ho nakonec výrobce na žádost pilotů upevňoval vpředu uprostřed, nad nosem trupové gondoly. Díky tomu se také prováděla snadnější výměna zásobníků, další munice byla upevněna na bocích trupu.
Vývoj této nové a dlouho potřebné stíhačky začal v roce 1915 a první let prototypu se uskutečnil 1. června. Na frontu se dostal v únoru 1916 právě v nejvyšší čas, aby pomohl zlomit nadvládu německých Fokkerů E.III ve vzdušném bojišti na počátku války. D.H.2 se projevil jako výrazně obratnější letoun než tehdejší Fokkerovi „vládci nebes“, nadšení z nového letounu však poměrně brzy opadlo. Letoun se snadno dostával do vývrtky, otevřený kokpit dostatečně nechránil před proudícím mrazivým vzduchem v zimních měsících, motoru se utrhávaly válce a nedaly se regulovat otáčky, takže neustále běžel na plný výkon. Kvůli tomu nebylo možné ovládat rychlost letounu, což působilo problémy zejména při přistání. Motory způsobily i dvě smrtelné nehody, když se za letu utrhly válce, které poškodily konstrukci motorového lože. Pozdější stroje byly proto vybavovány motory Le Rhône 9J s výkonem 110 hp (82 kW).
Jako první jednotka byla těmito stroji vybavena 24. peruť RFC, které velel Lanoe Hawker – nositel Viktoriina kříže (Victoria Cross). Když se poprvé utkal s Fokkerem E.III, v německém letounu neseděl nikdo menší než německé stíhací eso Max Immelmann – souboj skončil tím, že byl Immelmann se svým Fokkerem zahnán střemhlavým letem na ústup. Slavným dnem byl 1. červenec 1916, kdy major Lionel Rees sám zaútočil na formaci deseti německých dvoumístných letadel, dvě z nich sestřelil a ostatní zahnal. Typem D.H.2 bylo vybaveno celkem 6 perutí RFC.
Němci však na frontu brzy začali posílat nové typy dvouplošných Albatrosů a Halberstadtů. D.H.2 začínal být nedostačujícím a letky s těmito letouny trpěly čím dál většími ztrátami. V listopadu 1916 byl se svým D.H.2 sestřelen i sám Hawker, jeho pokořitelem byl budoucí nejúspěšnější německý stíhací pilot Manfred von Richthofen na novém Albatrosu D.II. V následujícím období byly D.H.2 nahrazovány modernějšími typy britských dvouplošníků.

## Specifikace

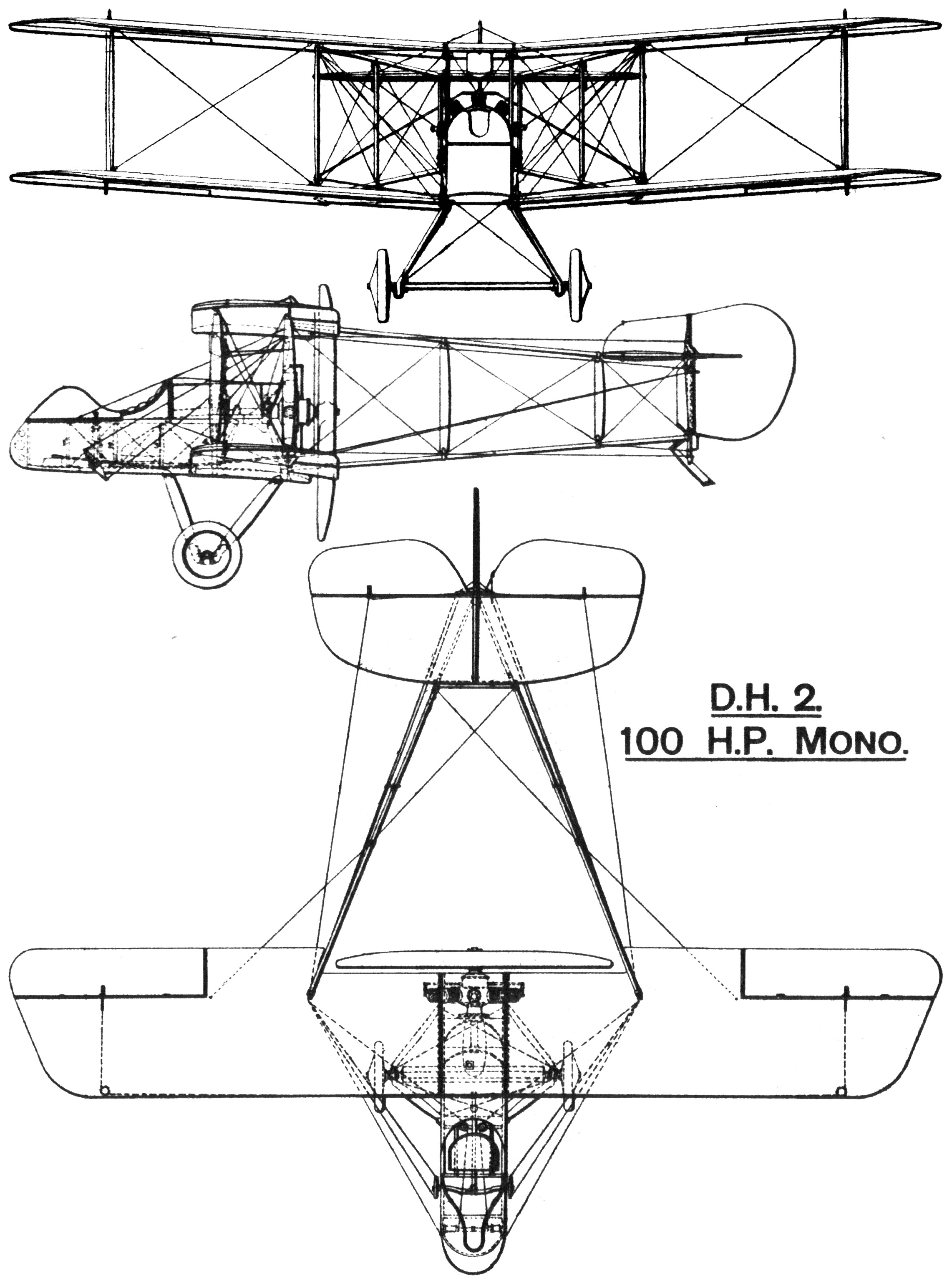
Třípohledový nákres D.H.2

### Technické údaje
- Posádka: 1 (pilot)
- Rozpětí: 8,61 m
- Délka: 7,68 m
- Výška: 2,91 m
- Plocha křídel: 23,13 m²
- Prázdná hmotnost: 428 kg
- Maximální vzletová hmotnost : 654 kg
- Pohonná jednotka: 1× rotační motor Gnome Monosoupape, později Le Rhône 9J
- Výkon motoru: Gnome: 100 hp (75 kW); Le Rhône: 110 hp (82 kW)

### Výkony
- Maximální rychlost: 150 km/h
- Dolet: 400 km
- Dostup: 4265 m
- Stoupavost: 2,77 m/s
- Poměr výkon/hmotnost: kW/kg

### Výzbroj
- 1 × kulomet Lewis ráže 7,7 mm s bubnovým zásobníkem na 47 nábojů

## Uživatelé
- Spojené království (Royal Flying Corps)